# Annie Pelletier
Annie Pelletier (Montréal, 22 dicembre 1973) è un'ex tuffatrice canadese.
Ha rappresentato la Canada ai Giochi olimpici estivi di  Atlanta 1996 e la medaglia di bronzo nel concorso dei tuffi dal trampolino 3 metri. Nel 2008 è stata inserita nel Panthéon des sports du Québec.

## Palmarès
- Giochi olimpici

Atlanta 1996: bronzo nella trampolino 3 m.
- Mondiali
- Roma 1993: bronzo nel trampolino 1 m.;

- Giochi panamericani

L'Avana 1991: oro nel trampolino 3 metri; argento nel trampolino 1 m.;
- Giochi del Commonwealth

Victoria 1994: oro nel trampolino 3 metri; oro nel trampolino 1 m.;